# Einschlafzuckungen
Bei Einschlafzuckungen (Synonyme: Einschlafmyoklonien, Hypnagoge Zuckungen, benigner Schlafmyoklonus) handelt es sich um plötzliche, kurze Zuckungen (Myoklonien) des Körpers, die während des Einschlafens auftreten. Manchmal werden Einschlafzuckungen auch von subjektiv wahrgenommenen grellen Lichtblitzen (visuelle Einschlafzuckungen), lauten Geräuschen (auditive Einschlafzuckungen) oder dem Gefühl zu fallen oder zu stolpern begleitet. Einschlafzuckungen treten sporadisch bei ca. 70 % der Bevölkerung auf und sind ein natürliches Phänomen ohne Krankheitswert. Im Kleinkindalter sind Einschlafzuckungen noch häufiger und werden auch im Verlauf des Schlafes beobachtet.

## Diagnostik und Klassifikation
Objektiv lassen sich Einschlafzuckungen mittels der Elektromyografie (EMG) messen. Im EMG erscheinen sie als kurze (75–250 ms), hochamplitudige Potenziale im Verlauf des Einschlafens oder im Leichtschlaf. Mitunter kommt es in der Folge zu Aufwachreaktionen (Arousals im Elektroenzephalogramm), beschleunigtem Herzschlag (Tachykardie im Elektrokardiogramm) und irregulärer Atmung. Wenn Einschlafzuckungen so häufig oder stark auftreten, dass sie das Einschlafen stören oder zum Wiedererwachen führen, wird nach der International Classification of Sleep Disorders die Diagnose Einschlafmyoklonien gestellt.
Vom Einschlafmyoklonus müssen der fragmentarische Myoklonus, der propriospinale Myoklonus, periodische Beinbewegungen, Krämpfe und Myoklonusepilepsie abgegrenzt werden.